# Angiologia

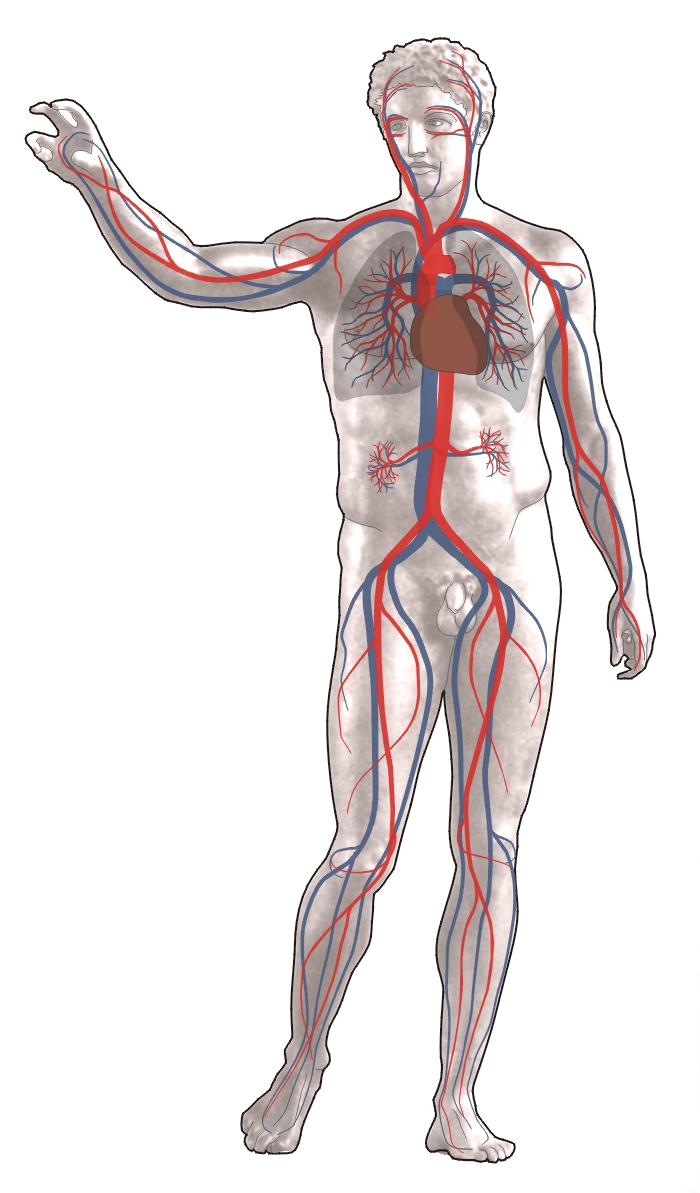
Układ krwionośny człowieka. Kolor czerwony oznacza krew natlenowaną, a niebieski odtlenowaną.

Angiologia (z grec. ἀγγεῖον "angeion" – "naczynie") – nauka o układzie krwionośnym i limfatycznym. Jako dziedzina medycyny jest specjalizacją zajmującą się rozpoznawaniem i leczeniem chorób naczyń tętniczych, żylnych, mikrokrążenia oraz chorób układu chłonnego, a także kwalifikacją do leczenia chirurgicznego pacjentów z takimi chorobami. Do chorób znajdujących się w zakresie zainteresowań angiologii zaliczają się między innymi miażdżyca, zakrzepica tętnicza i żylna, żylna choroba zakrzepowo-zatorowa, nadciśnienie tętnicze, zapalne choroby naczyń, przewlekła niewydolność żylna, zaburzenia krzepnięcia, choroby układu limfatycznego, choroby mikrokrążenia, choroby nowotworowe układu krążenia, powikłania naczyniowe w cukrzycy, genetycznie uwarunkowane choroby naczyń, zaburzenia gospodarki tłuszczowej, nabyte zawodowe choroby naczyń, zmiany skórne i kostne w chorobach naczyń. W Polsce angiologia jest jedną ze specjalizacji lekarskich, która trwa 5 lat (2 lata modułu podstawowego z chorób wewnętrznych i 3 lata modułu specjalistycznego z angiologii). W Polsce konsultantem krajowym angiologii od 1 października 2020 roku jest prof. dr hab. n. med. Aleksander Romuald Sieroń.